# Ranunculus punctatus
Ranunculus punctatus är en ranunkelväxtart som beskrevs av Jurtsev. Ranunculus punctatus ingår i släktet ranunkler, och familjen ranunkelväxter. Inga underarter finns listade i Catalogue of Life.